# KEXP
KEXP (dawniej KCMU) – amerykańska publiczna stacja radiowa wywodząca się z Seattle w stanie Waszyngton.

## Historia
Stacja pojawiła się po raz pierwszy w 1972. Czterech studentów z University of Washington nadało swój pierwszy program na terenie campusu uczelni. Radio początkowo nadawało na częstotliwości 90,5 MHz by ostatecznie w 1986 roku zająć pasmo 90,3 MHz i nadawać swój program na tej częstotliwości do dziś.

## Odbiór
Swój program nadaje poprzez nadajnik naziemny na częstotliwości 90,3 MHz w obszarze Seattle i okolic. Stacji słuchać też można w Internecie. Streaming zapewnia University of Washington.

## Strona internetowa
Strona w sieci Internet KEXP była pierwszą na świecie, która oferowała nieskompresowany strumień o przepustowości 1,4 Mbit/s nadając swój program na żywo na cały świat. Innowacja ta pomogła stacji w odniesieniu sukcesu i zdobyciu nagrody najlepszej strony internetowej w 2004 roku.